# 韦讷 (上阿尔卑斯省)
韦讷（法語：Veynes，發音：[vɛn]），法国东南部城市，普罗旺斯-阿尔卑斯-蔚蓝海岸大区上阿尔卑斯省的一个市镇，隶属于加普区，其市镇面积为42.6平方公里，2022年1月1日时人口数量为3,244人，在法国市镇中排名第3,458位。
韦讷位于上阿尔卑斯省西部，小比埃什河河畔，是一个区域性的中心城市，其境内的韦讷-代沃吕站是法国阿尔卑斯南部地区的铁路枢纽，有四个方向的铁路在此交汇。

## 地名来源
“Veynes”一名最初于公元1135年以“Vehenetum”的形式被记载，该名称的来源及含义尚有待考证。
韦讷所处区域历史上曾通行奥克语维瓦赖-阿尔卑斯方言，“Veynes”在正统奥克语和米斯特拉尔标准中分别写作“Vaine”和“Vèino”，其对应的奥克语维基百科条目拼写为“Vèina”，在Openstreetmap中则被标记为“Veina”。

## 历史

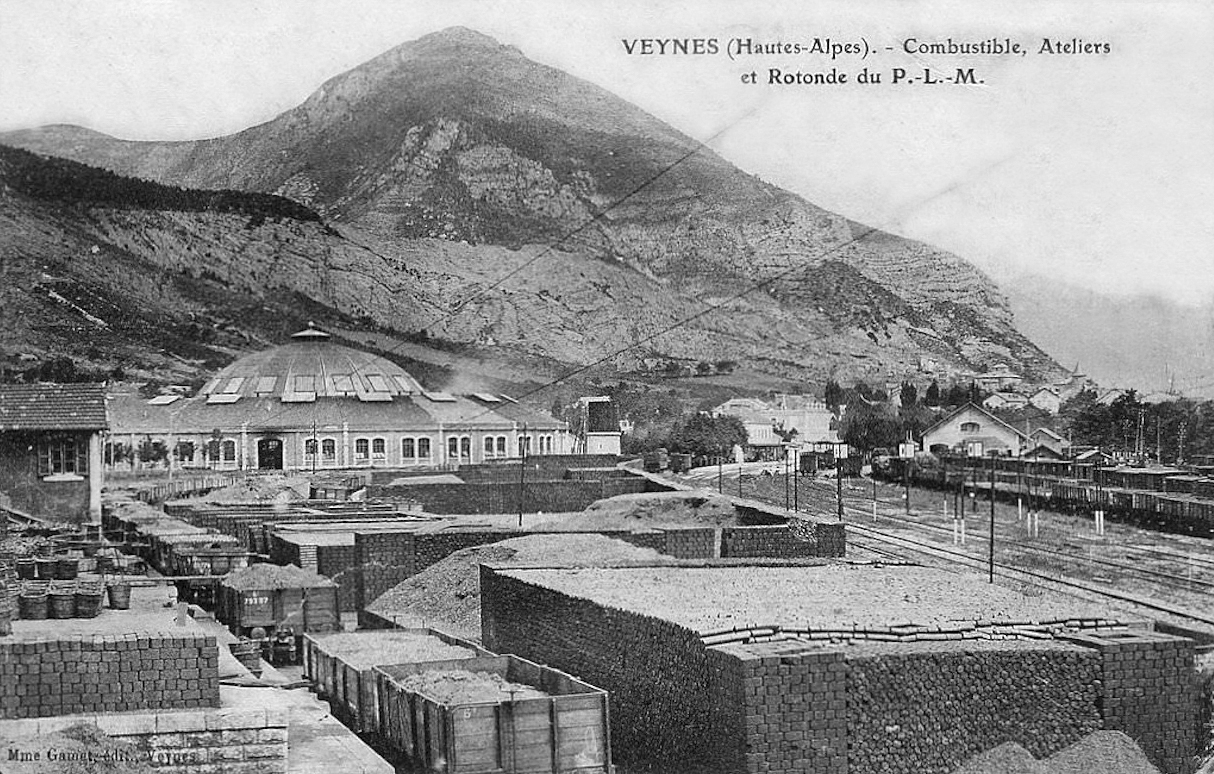
20世纪初的韦讷车库

韦讷的早期历史尚不清楚。根据当地官方网站的论述，在高卢-罗马时期，一条沿河谷延伸的道路由韦讷附近通过，其遗迹至今依稀可见。中世纪时，韦讷曾长期为维埃纳多菲内及多菲内行省的一部分，其所处的小比埃什河中游谷地的地势相对平缓，适合农业开发及城市建设，韦讷因此逐渐发展成为一个人口较为密集的商贸中心。法国大革命后，韦讷成为上阿尔卑斯省的一个市镇。19世纪末期，连接韦讷的多条铁路线相继建成，韦讷成为阿尔卑斯西南部的重要铁路枢纽，其火车站附近建成了一个拥有36根股道的扇形车库，被称为“韦讷之星”（Étoile de Veynes）。得益于铁路活动的兴起，韦讷人口数量快速增加，当地兴建了大规模的铁路工人宿舍。1971年，随着蒸汽机车的淘汰，韦讷扇形车库被拆除。韦讷境内曾于1994年和2008年两次发生洪水及泥石流灾害。

## 地理

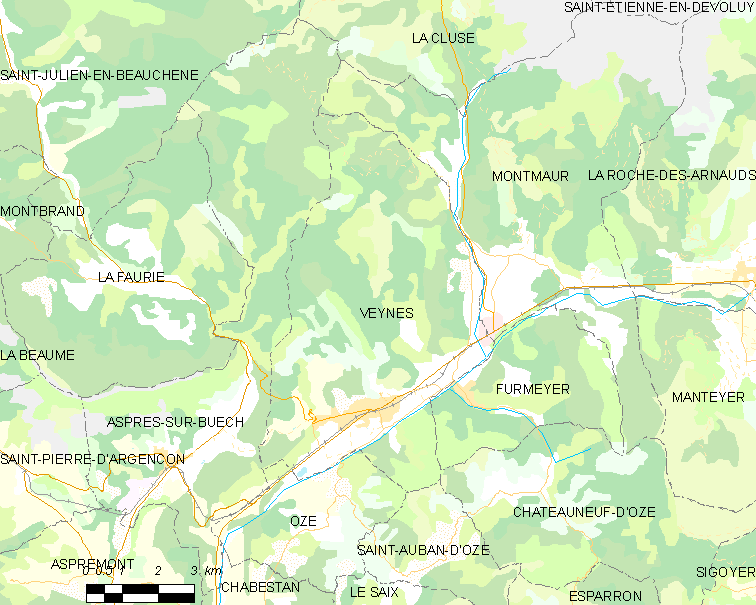
韦讷市镇范围地图

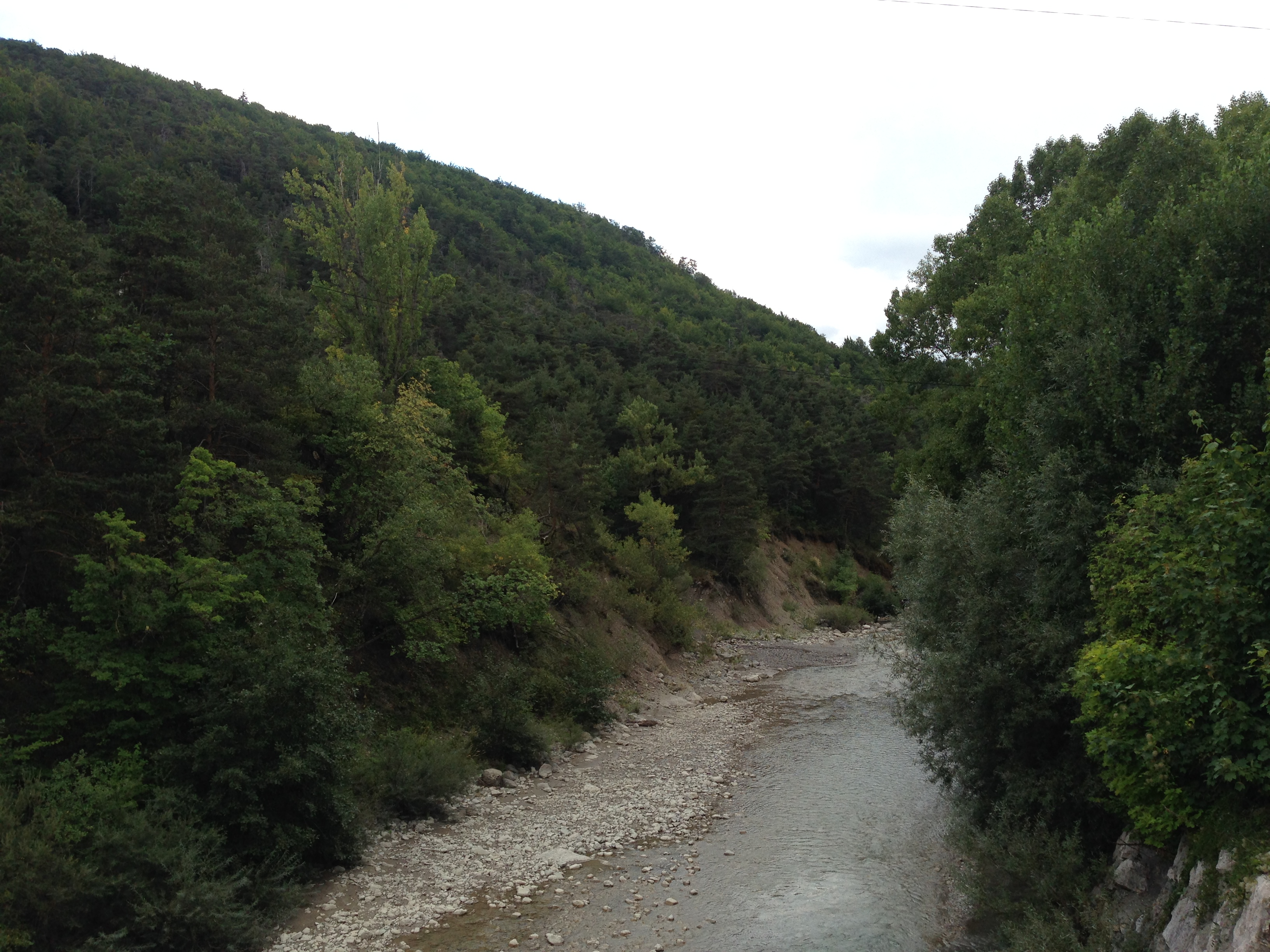
流经韦讷的小比埃什河

韦讷位于法国东南部，普罗旺斯-阿尔卑斯-蔚蓝海岸大区北部和上阿尔卑斯省西部，距离省会加普大约26公里。与韦讷接壤的市镇包括：蒙莫尔、比埃什河畔阿斯普尔、奥兹、菲尔梅耶、圣欧邦多兹和奥兹新堡。

### 地形
韦讷位于小比埃什河中游谷地，境内以山地和山间平原为主，南侧为比埃什地区，北侧为代沃吕山脉，市镇中心位于一处地势较为平坦的河谷地带，全境海拔在500到1815米之间。

### 水文
韦讷位于罗讷河流域范围内，小比埃什河自东北向西南流经市区南部，其右岸支流格拉塞特沟（Torrent de Glaisette）流经镇中心，此外韦讷市区西南部有一处天然湖泊，经人工改造后成为城市休闲公园。

### 植被
韦讷属于温带阔叶混交林区，林地多分布于河流附近及部分山地地带。
在鲜花城市的评比中，韦讷暂未被评级。

### 气候
韦讷在柯本气候分类法中属于带有温度特征的山地气候。
距离韦讷最近的常年气象站位于拉福里境内，以下为该气象站的数据（其中日照数据取自2012至2022年间的圣莱热莱梅莱兹气象站）：
| 拉福里 1981年－2019年 | 拉福里 1981年－2019年 | 拉福里 1981年－2019年 | 拉福里 1981年－2019年 | 拉福里 1981年－2019年 | 拉福里 1981年－2019年 | 拉福里 1981年－2019年 | 拉福里 1981年－2019年 | 拉福里 1981年－2019年 | 拉福里 1981年－2019年 | 拉福里 1981年－2019年 | 拉福里 1981年－2019年 | 拉福里 1981年－2019年 | 拉福里 1981年－2019年 |
| 月份                  | 1月                   | 2月                   | 3月                   | 4月                   | 5月                   | 6月                   | 7月                   | 8月                   | 9月                   | 10月                  | 11月                  | 12月                  | 全年                  |
| --------------------- | --------------------- | --------------------- | --------------------- | --------------------- | --------------------- | --------------------- | --------------------- | --------------------- | --------------------- | --------------------- | --------------------- | --------------------- | --------------------- |
| 历史最高温 °C（°F）   | 20.3 (68.5)           | 22.4 (72.3)           | 23.4 (74.1)           | 28.2 (82.8)           | 30.8 (87.4)           | 35.3 (95.5)           | 36.2 (97.2)           | 36.6 (97.9)           | 34.3 (93.7)           | 26.7 (80.1)           | 23.1 (73.6)           | 16.8 (62.2)           | 36.6 (97.9)           |
| 平均高温 °C（°F）     | 6.4 (43.5)            | 8.1 (46.6)            | 11.7 (53.1)           | 14.9 (58.8)           | 20 (68)               | 24.6 (76.3)           | 27.2 (81.0)           | 26.8 (80.2)           | 21.9 (71.4)           | 17.1 (62.8)           | 10 (50)               | 6.3 (43.3)            | 16.3 (61.3)           |
| 日均气温 °C（°F）     | 0.4 (32.7)            | 1.7 (35.1)            | 5.1 (41.2)            | 8.1 (46.6)            | 12.6 (54.7)           | 16.3 (61.3)           | 18.4 (65.1)           | 18.2 (64.8)           | 14.2 (57.6)           | 10.3 (50.5)           | 4.4 (39.9)            | 1 (34)                | 9.2 (48.6)            |
| 平均低温 °C（°F）     | −5.6 (21.9)           | −4.7 (23.5)           | −1.6 (29.1)           | 1.2 (34.2)            | 5.2 (41.4)            | 8.1 (46.6)            | 9.6 (49.3)            | 9.6 (49.3)            | 6.4 (43.5)            | 3.5 (38.3)            | −1.2 (29.8)           | −4.4 (24.1)           | 2.2 (36.0)            |
| 历史最低温 °C（°F）   | −19.4 (−2.9)          | −21.4 (−6.5)          | −14 (7)               | −6.8 (19.8)           | −3.4 (25.9)           | −1.9 (28.6)           | 1.1 (34.0)            | 0.6 (33.1)            | −2.5 (27.5)           | −8.4 (16.9)           | −15.4 (4.3)           | −19.8 (−3.6)          | −21.4 (−6.5)          |
| 平均降水量 mm（）     | 68.2 (2.69)           | 57.6 (2.27)           | 63.3 (2.49)           | 94.5 (3.72)           | 92.6 (3.65)           | 63.7 (2.51)           | 35.6 (1.40)           | 55.9 (2.20)           | 99.7 (3.93)           | 112.2 (4.42)          | 108.6 (4.28)          | 85.7 (3.37)           | 937.6 (36.91)         |
| 月均日照時數          | 57.7                  | 68.4                  | 117.1                 | 161.4                 | 217.2                 | 214.7                 | 276.5                 | 231.5                 | 142.2                 | 75                    | 51.1                  | 39.9                  | 1,652.7               |
| 来源：infoclimat.fr   |                       |                       |                       |                       |                       |                       |                       |                       |                       |                       |                       |                       |                       |

## 行政区划
韦讷的市镇编号为05179，邮政编号为05400。
在行政管理方面，韦讷隶属于法国普罗旺斯-阿尔卑斯-蔚蓝海岸大区上阿尔卑斯省加普区；在地方选举方面，韦讷是韦讷县的中央投票站所在地，其市镇范围全境被划入上阿尔卑斯省第一选区；在社会管理方面，韦讷是比埃什-代沃吕市镇公共社区的办公驻地。
截至2023年2月，韦讷市镇范围内暂无城市敏感街区及城市政策优先街区。
法国国家统计与经济研究所（简称）在进行数据统计时，将韦讷及相邻的另外一个市镇设为韦讷城市核心区（Unité urbaine de Veynes），但未将其划入任何城市区（Aire urbaine）内。自2020年起，韦讷被划入包含73个市镇的加普城市辐射区。此外，还将韦讷市镇整体看作一个“块区”（IRIS），以便于统计人口分布情况。

## 交通

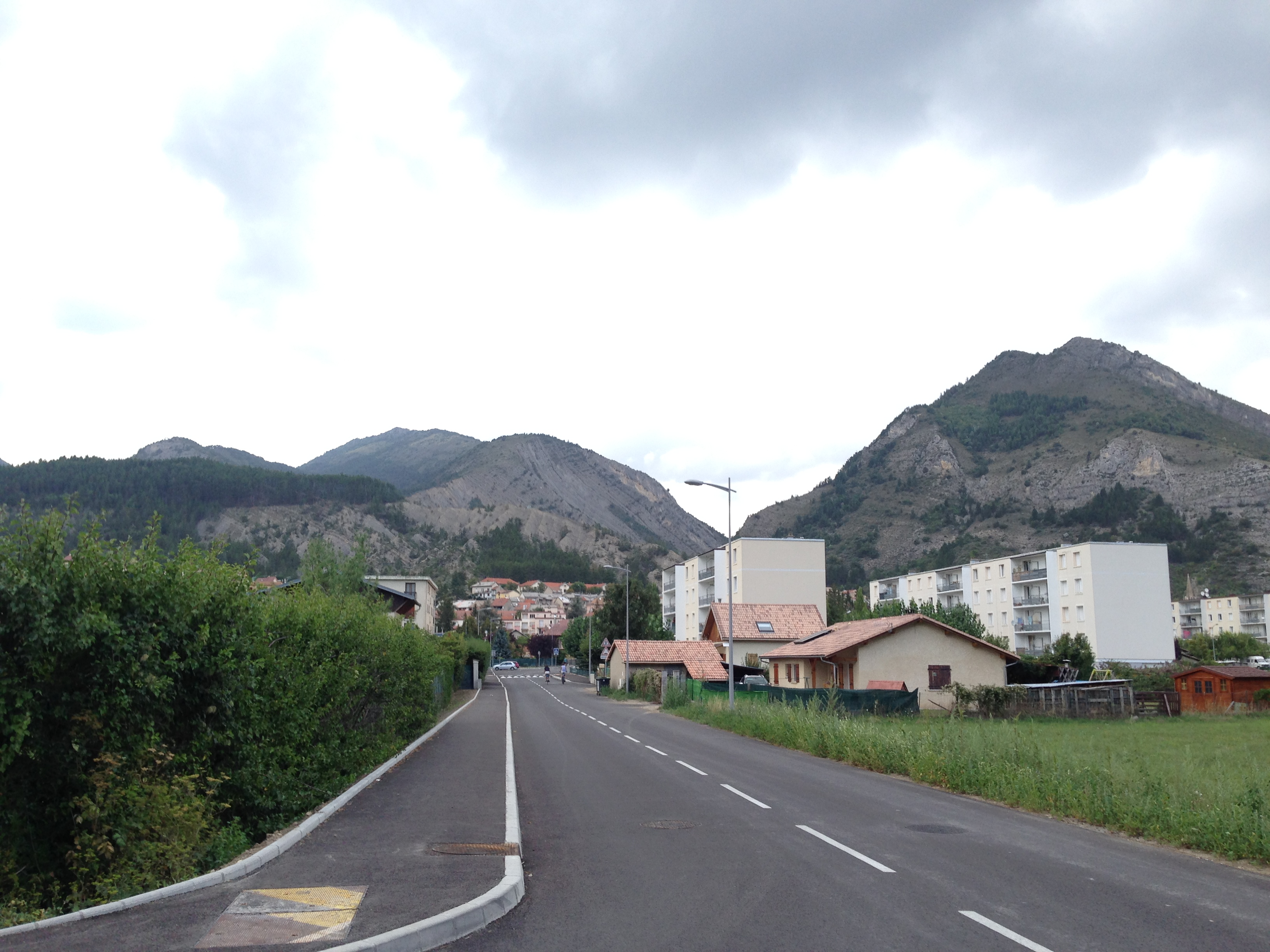
韦讷近郊的毕加索街

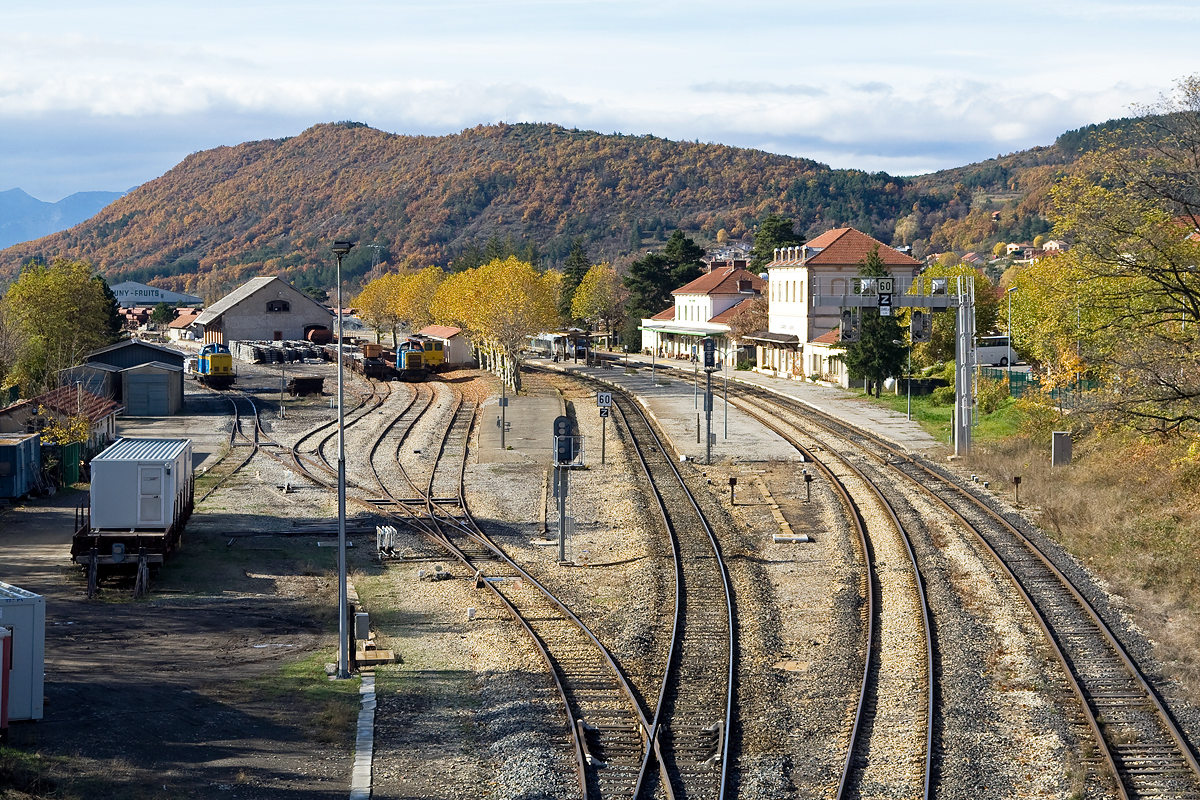
韦讷-代沃吕站全景

### 公路
上阿尔卑斯省省道D20线、D48线、D348线、D994线和D994B线在韦讷境内交汇。普罗旺斯-阿尔卑斯-蔚蓝海岸大区下属的城际客运提供巴士线路，可前往迪涅莱班、加普、勒沙福-圣瑞尔松等地。
| 23 | 46 |

| 加普 | 26 |

| 锡斯特龙 | 50 |

| 比埃什河畔阿斯普尔 | 9 |

2019年，65.3%的韦讷家庭拥有至少一辆私人汽车。2019年，韦讷境内共发生各类交通事故4起，造成4人受伤，其中1人重伤。

### 铁路
韦讷位于里昂－马赛铁路和韦讷－布里扬松铁路的交汇点。韦讷-代沃吕站位于市区中部，停靠前往马赛、格勒诺布尔、布里扬松和瓦朗斯四个方向的区域列车，此外每天还停靠一班往返于巴黎和布里扬松直接的夜间城际列车。

### 航空
距离韦讷最近的民用航空站为马赛普罗旺斯机场，距离韦讷市中心的公路里程约178公里。

### 城市公共交通
截至2023年2月，韦讷暂无城市公共交通系统。

## 政治

### 市政内阁

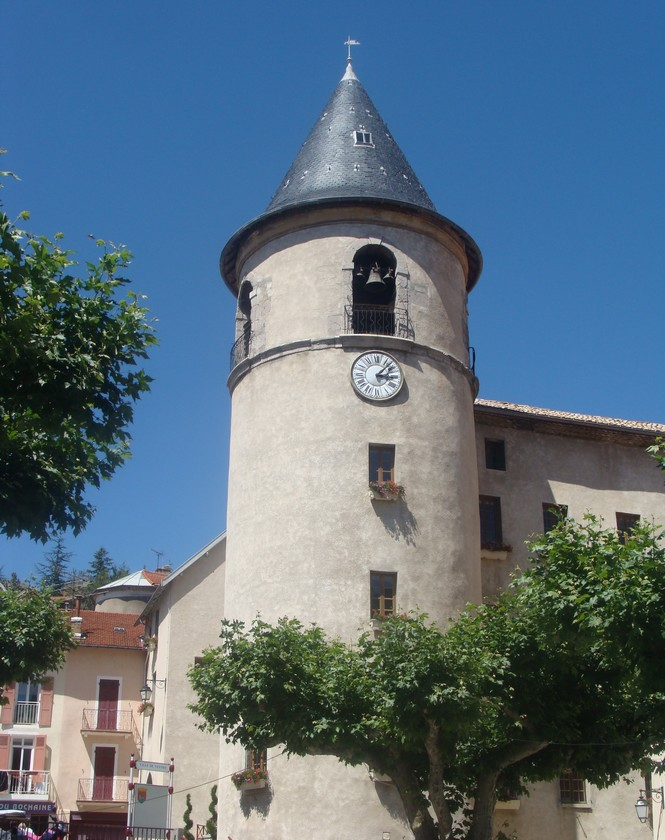
韦讷市政厅

韦讷的现任市长为克里斯蒂安·吉拉尔多-特吕菲内先生（Christian GILARDEAU-TRUFFINET），他是一名无党派人士，在2020年的市政选举中获得了50.57%的支持率。
| 韦讷历届市长           | 韦讷历届市长                                               | 韦讷历届市长      |
| 任期                   | 市长                                                       | 党派              |
| ---------------------- | ---------------------------------------------------------- | ----------------- |
| （1959年以前资料暂缺） |                                                            |                   |
| 1959年－1965年         | Adrien Marius ROUDIER 阿德里安·马里尤斯·鲁迪耶             | 不详              |
| ？－1983年             | Émile MEURIER 埃米尔·默里耶                                | PCF法国共产党     |
| 1983年－1995年         | Daniel CHEVALLIER 达尼埃尔·舍瓦利埃                        | PS社会党          |
| 1995年－2001年         | Michel CHANCEL 米歇尔·尚塞尔                               | PS社会党          |
| 2001年－2014年         | Christine NIVOU 克里斯蒂娜·尼武                            | PS社会党          |
| 2014年－2020年         | René MOREAU 勒内·莫罗                                      | DVD右翼无党派人士 |
| 2020年－               | Christian GILARDEAU-TRUFFINET 克里斯蒂安·吉拉尔多-特吕菲内 | 無黨籍            |

### 各级选举
| 韦讷历届投票选举结果 | 韦讷历届投票选举结果           | 韦讷历届投票选举结果 | 韦讷历届投票选举结果 | 韦讷历届投票选举结果             | 韦讷历届投票选举结果 | 韦讷历届投票选举结果 | 韦讷历届投票选举结果             | 韦讷历届投票选举结果 | 韦讷历届投票选举结果 |
| 选举项目             | 选举范围                       | 选区单位             | 选区单位内的选举结果 | 选区单位内的选举结果             | 选区单位内的选举结果 | 选区单位内的选举结果 | 选区单位内的选举结果             | 选区单位内的选举结果 | 参考资料             |
| 选举项目             | 选举范围                       | 选区单位             | 第一轮胜出者         | 第一轮胜出者                     | 支持率               | 第二轮胜出者         | 第二轮胜出者                     | 支持率               | 参考资料             |
| -------------------- | ------------------------------ | -------------------- | -------------------- | -------------------------------- | -------------------- | -------------------- | -------------------------------- | -------------------- | -------------------- |
| 2017年法國總統選舉   | 法國                           | 市镇                 |                      | 让-吕克·梅朗雄                   | 29.87%               |                      | 埃马纽埃尔·马克龙                | 64.59%               | [ 25 ]               |
| 2017年法国立法选举   | 上阿尔卑斯省第一选区           | 市镇                 |                      | 帕斯卡勒·布瓦耶                  | 28.12%               |                      | 帕斯卡勒·布瓦耶                  | 61.43%               | [ 25 ]               |
| 2019年欧洲议会选举   | 法國                           | 市镇                 |                      | 若尔当·巴尔代拉                  | 23.57%               | （不适用）           | （不适用）                       | （不适用）           | [ 27 ]               |
| 2021年法国省级选举   | 上阿尔卑斯省                   | 县                   |                      | 让-马里·贝尔纳 贝尔纳黛特·索德蒙 | 43.35%               |                      | 让-马里·贝尔纳 贝尔纳黛特·索德蒙 | 53.08%               | [ 28 ]               |
| 2021年法国省级选举   | 上阿尔卑斯省                   | 市镇                 |                      | 西尔维娜·戈蒂埃 热拉尔·格里菲    | 46.25%               |                      | 西尔维娜·戈蒂埃 热拉尔·格里菲    | 58.43%               | [ 28 ]               |
| 2021年法国大区选举   | 普罗旺斯-阿尔卑斯-蔚蓝海岸大区 | 市镇                 |                      | 雷诺·米瑟利耶                    | 32.85%               |                      | 雷诺·米瑟利耶                    | 66.67%               | [ 29 ]               |
| 2022年法国总统选举   | 法國                           | 市镇                 |                      | 让-吕克·梅朗雄                   | 28.54%               |                      | 埃马纽埃尔·马克龙                | 50.82%               | [ 25 ]               |
| 2022年法国立法选举   | 上阿尔卑斯省第一选区           | 市镇                 |                      | 米歇尔·菲利波                    | 38.97%               |                      | 米歇尔·菲利波                    | 59.98%               | [ 25 ]               |

## 人口
2019年，韦讷市镇人口数量为3,216，在法国排名第3,458位。其中男性1,498人，女性1,718人，75岁及以上人口占13.8%，外籍人口数量为198人，人口密度为75人/平方公里，当地居民被称为（男性）或（女性）。2020年，韦讷境内出生28人，死亡人口55人。
| 韦讷1901年－2020年人口变化情况 |
|                                |
| 数据来源：Cassini、INSEE       |

## 经济

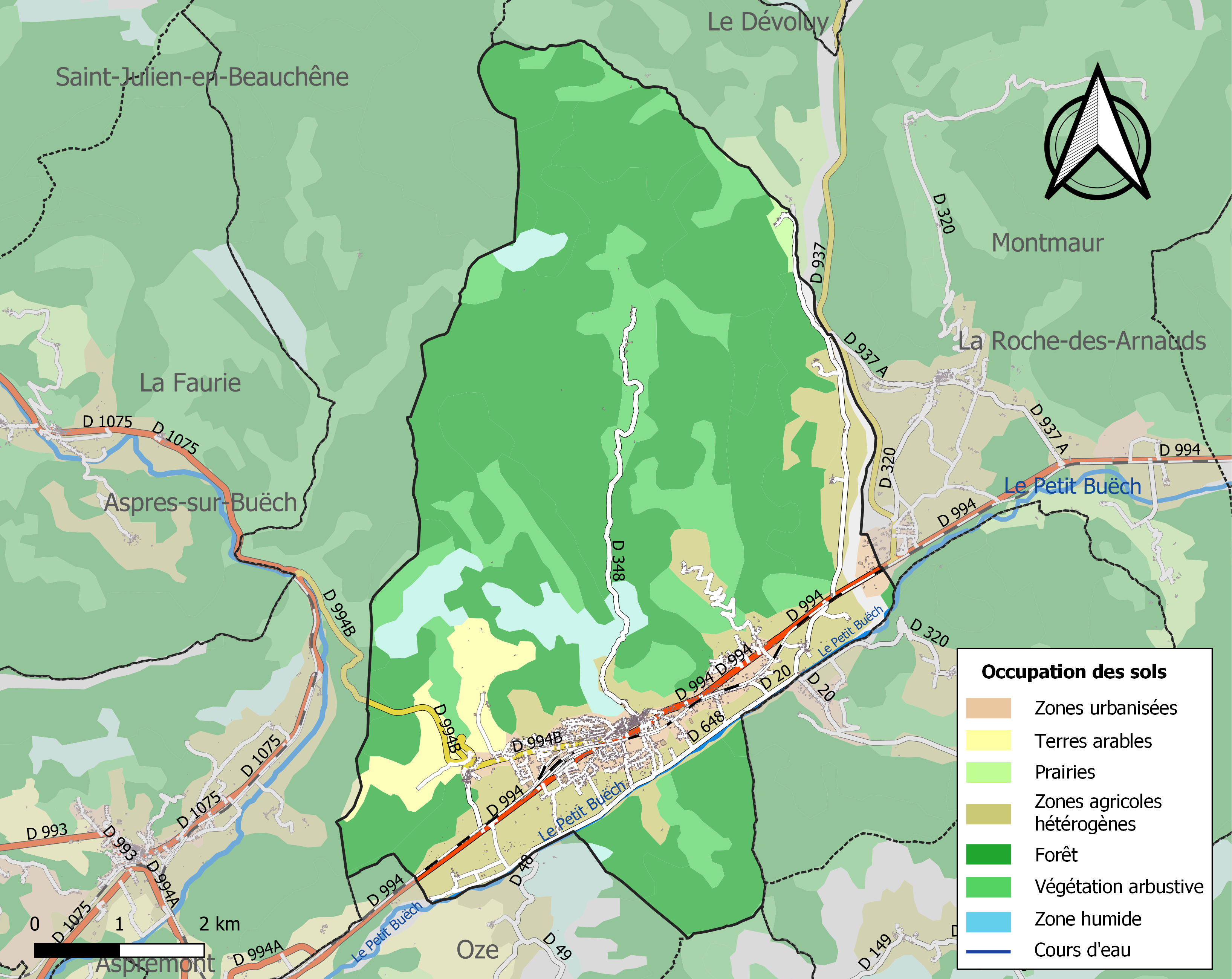
韦讷土地利用情况地图

韦讷是一个区域性的中心城市。截止2023年2月，韦讷市镇范围内共有各类用人单位（包含自雇）595家，平均历史为19年，其中99.66%为中小型企业（PME），2022年12月至2023年2月间，当地的经济活力指数为0.34%。（露营地接待）、（暖通管道安装）及（手工艺）是当地2021年营业额最高的三个企业，分别为741,557欧元、497,977欧元和44,563欧元。

## 财政与居民收入
2021年，韦讷的财政收入总额为3,959,860欧元，财政支出总额为3,268,670欧元，当年的债务总额为4,377,720欧元。2021年，韦讷市镇获得了466,560欧元的国家直接财政补助。
2020年，韦讷的人均月收入总额为1,957欧元，其中高级职员为2,902欧元，低于法国平均水平（4,230欧元）；中级职员为2,251欧元，低于法国平均水平（2,411欧元）；普通职员为1,679欧元，亦低于法国平均水平（1,740欧元）。
2019年，韦讷境内的贫困率为17%，青壮年（15至64岁）失业率为13.5%；当地41.6%的家庭拥有纳税资格，平均纳税1,569欧元，低于法国平均水平（3,910欧元）。

## 社会事务

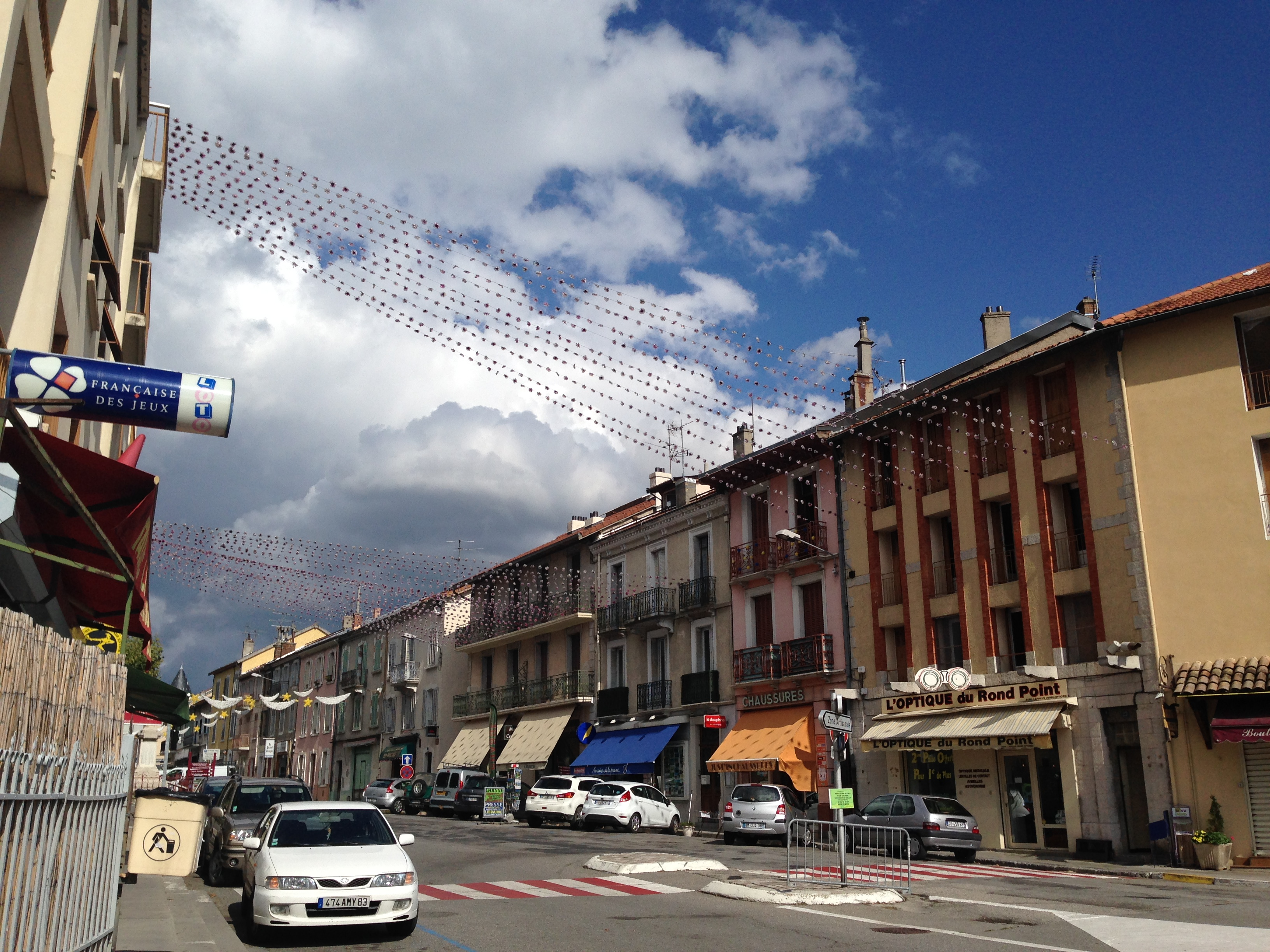
甘必大街

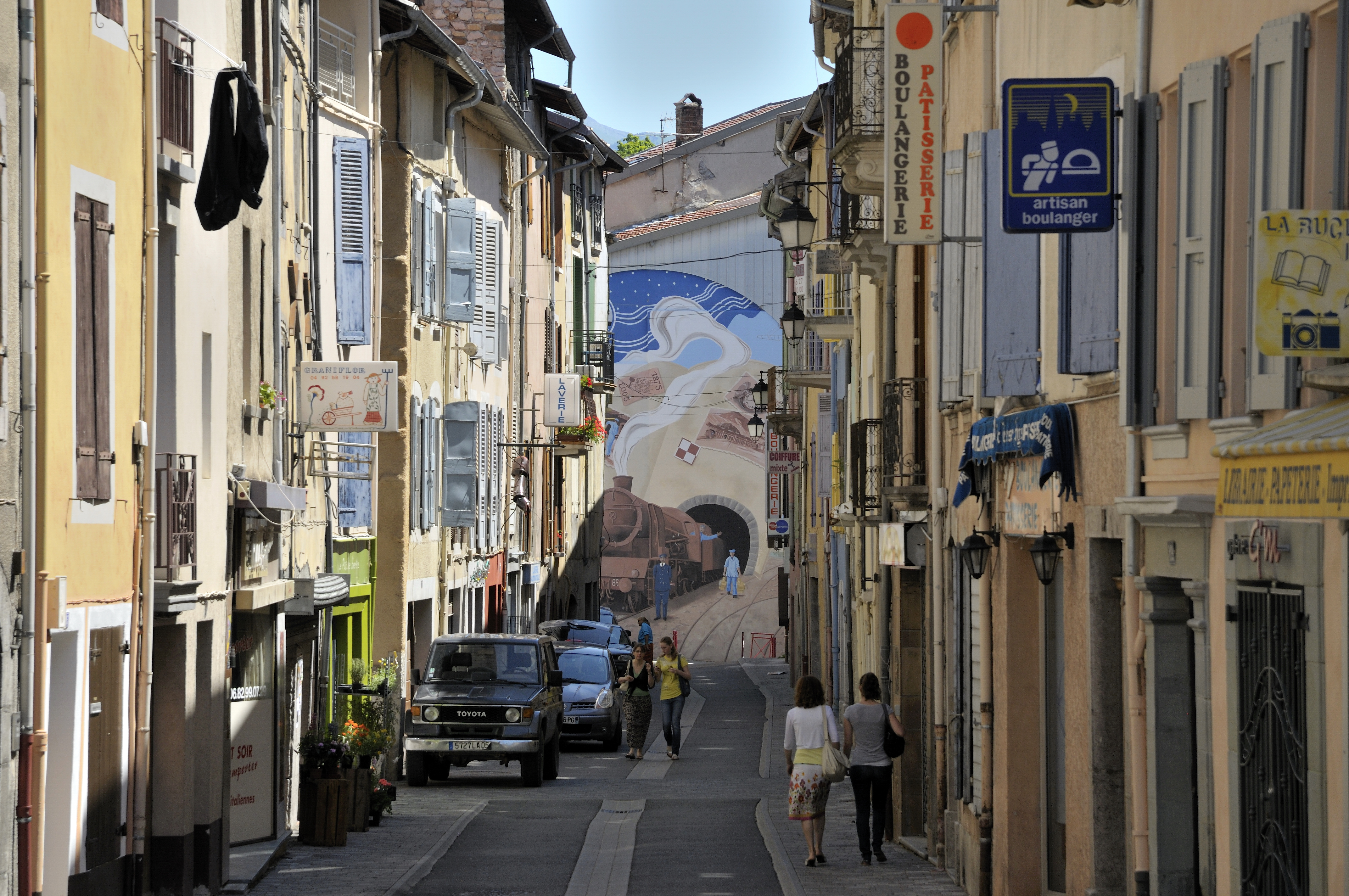
让·饶勒斯街

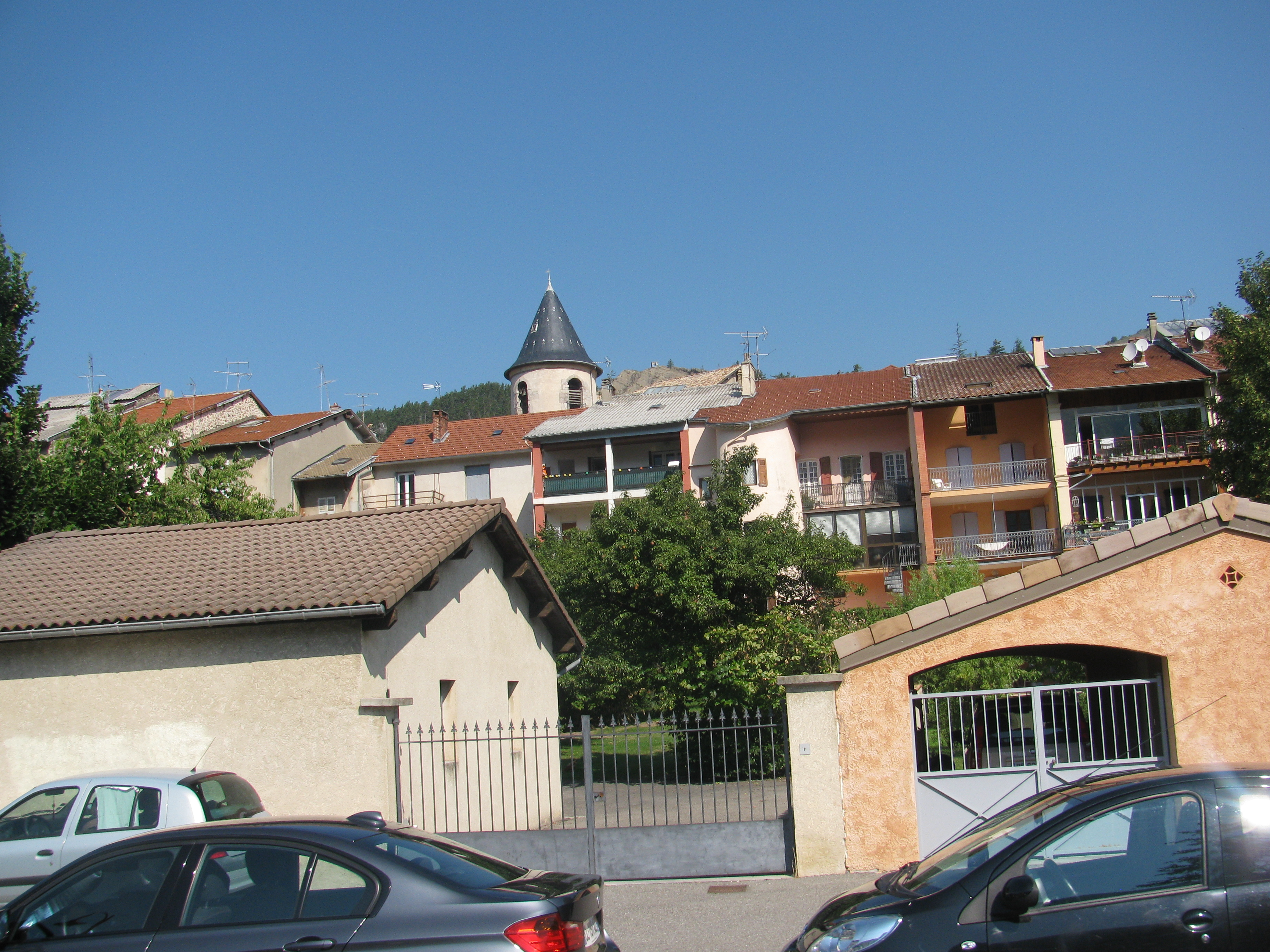
韦讷的一处居民区

### 教育
韦讷属于艾克斯-马赛学区。截止2021年1月1日，韦讷境内共有1所幼儿园、1所小学、1所初级中学和1所职业高中。

### 医疗
截止2021年1月1日，韦讷境内共有全科医生5名、保健师9名、牙医3名、护士9名和助产士2名。境内共有药房2家。
距离韦讷最近的区域性医疗机构为南阿尔卑斯市际中心医院（Centre hospitalier intercommunal des Alpes du sud）下属的加普病区（Site de Gap），后者距离韦讷市区的正常车程约25分钟，该院设有床位424个，是该区域规模最大的公立综合性医院。

### 住房
2019年，韦讷境内共有各类住房2,011套，其中57.4%为独立式居民区，42.2%为集中式居民区。常住房屋占韦讷市镇范围内居民建筑总量的77.7%。
在住房保障政策方面，2021年，韦讷境内共有391户家庭获得了住房经济补助，受益人数占总人口数量的12.2%，其中375份为房租补助。

### 商业
2021年，韦讷境内共有各类实体商铺93家，其中餐厅13家、大型超市2家、杂货店2家、面包房4家、肉铺1家、书店2家、装饰品店1家、银行门店3家、美容美发店6家、汽车维修店6家。韦讷市区东部建有Super U和家乐福大型购物商场。

### 体育
2021年，韦讷境内共有1家游泳池、2间体育馆、2座综合体育场、4处网球场、1处马术场、1处足球或橄榄球场以及3处篮球或排球场。
截至2023年2月，韦讷-塞尔足球体育联盟（Union Sportive Veynes Serres Football，编号500387）是韦讷境内唯一的一家注册足球俱乐部。该足球队成立于1908年，其主队2022至2023赛季参加上阿尔卑斯省足球联赛甲组（法国第九级别），其主场为韦讷市政球场（Stade Municipal）。

### 环境
韦讷的环境事务由其所属的比埃什-代沃吕市镇公共社区联合各级政府协调负责。2021年，韦讷境内暂无污染企业。

### 治安
2021年，韦讷市镇范围内共有1处宪兵队。
韦讷及其附近的共111个市镇是加普国家宪兵队（zone gendarmerie de Gap）的管辖范围。2020年，该宪兵队累计记录各类案件1,643起，其中盗窃类案件691起，经济类案件238起，毒品交易类案件233起。

## 文化

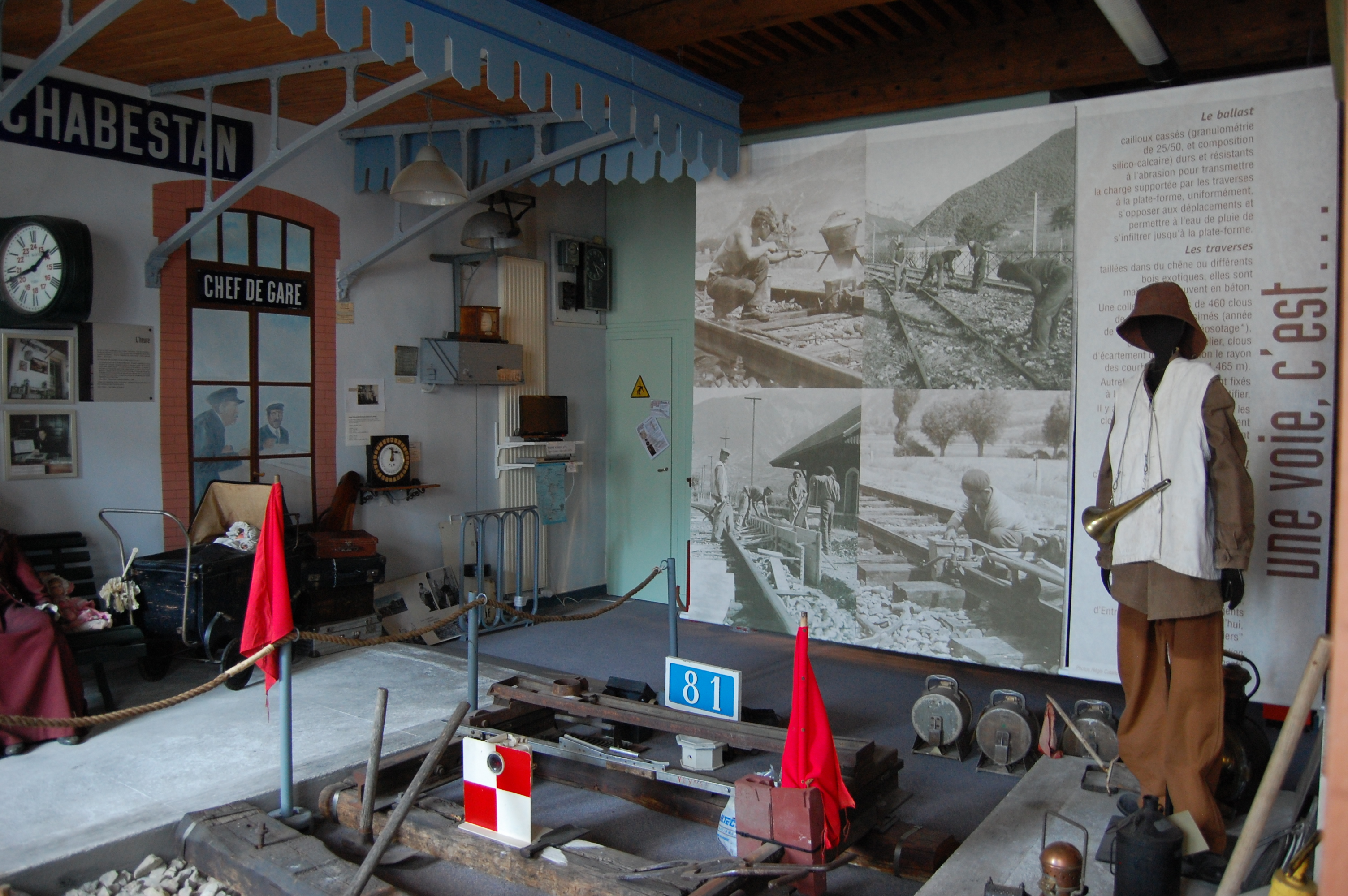
韦讷铁道工生态博物馆的展厅

2021年，韦讷境内共有1家电影院。韦讷境内建有多媒体中心，每周二至六向公众开放。

### 建筑
韦讷境内有多处历史建筑，其中镇中心的怜悯圣母-圣安德烈小教堂（Chapelle Notre-Dame-de-Pitié-et-Saint-André de Veynes）是当地的地标性建筑物。韦讷铁道工生态博物馆建成于1999年，该馆展示了韦讷自19世纪中期以来的铁路及城市发展史。

### 旅游
韦讷的旅游事务由其所属的比埃什-代沃吕市镇公共社区负责。2022年，韦讷境内共有3个露营地，可容纳共492辆露营车。

### 媒体
法国主要的媒体均可在韦讷接收，法国电视三台下属的普罗旺斯-阿尔卑斯-蔚蓝海岸大区频道在部分时段播出韦讷所在上阿尔卑斯省的地方新闻。《普罗旺斯报》、阿尔卑斯第一广播、赞赞广播等是当地主要的地方性媒体。

## 相关人物
法国政治家让-弗朗索瓦·昂格莱斯和自行车运动员雷蒙·梅藏克出生于韦讷。

## 友好城市
截至2023年2月，韦讷共与一座城市互为友好城市关系：
- 義大利 苏诺